# Puhja
Puhja (em estoniano:  Puhja vald) é um município rural estoniano localizado na região de Tartumaa.